# 隼人叛亂
隼人叛亂，是發生在720-721年日本南九州一帶反大和朝廷叛亂，經過一年半的戰爭，當地的隼人被打敗，同時也使大和朝廷的控制延伸至南九州。

## 背景
在公元7世紀的後半期，大和朝廷的影響力擴展到南九州，但分散的熊襲和隼人群體堅守陣地。朝廷正試圖在其勢力範圍推出自己的律令制度，但南九州的居民抵制。這是因為律令是基於水稻種植，到九州南部的火山灰土壤是不適宜的。
在另一方面，日本也正通過琉球群島擴大其與中國大陸的交往。它組織了一個稱為覓國使的調查探險隊調查南部九州島和琉球群島。但是700個覓國使卻被九州南部的居民威脅。
於是大和朝廷在太宰府貯備武器，並在702年出兵南九州。與此同時加強了地方政府的結構。在713年，大隅國以及豐前國成立，5000個居民被送到那裡生活，並落實律令制度。但因律令制中的班田制和國郡制與隼人原有的土地利用形式不合，引起雙方高度緊張。

## 叛亂
在720年早期，朝廷從太宰府接到通知大隅國国司陽候史麻呂，已被殺害。一周之內，朝廷任命大伴旅人為徵隼人持節大將軍，笠禦室和巨勢真人為副將。
該隼人聚集了數千部隊於七個城堡中躲藏。對此日本從九州的各個地區聚集上萬部隊，從東向西推進。發動攻擊的三個月後，他們報告五個城堡已攻下。然而在剩下的兩個堡壘曽於乃石城和比売之城，他們遇到了意想不到的困難。兩個月後大伴旅人返回京都，留下他的副將軍繼續攻伐。
經過一年半的戰爭後，隼人被打敗。在721年中兩位副將將隼人俘虜帶回京都。據《續日本紀》記錄隼人傷亡共計1400人。由於叛亂，律令制在南九州地區要到800年正式實行，即戰爭後80年。